# Pablo Lemoine
Pablo Lemoine (ur. 1 marca 1975 w Montevideo) – urugwajski rugbysta podczas kariery grający na pozycji filara młyna w urugwajskich, brytyjskich i francuskich zespołach oraz w reprezentacji narodowej, następnie trener. Uczestnik dwóch Pucharów Świata: w 1999 oraz w 2003.

## Kariera klubowa
W rugby zaczął grać w szkole w wieku jedenastu lat, a dwa lata później rozpoczął treningi w Montevideo Cricket Club. Z klubem tym czterokrotnie zdobył mistrzostwo kraju w kategoriach juniorskich (1989, 1990, 1992, 1994). W pierwszej drużynie klubu zadebiutował w Campeonato Uruguayo de Rugby w 1995 roku przeciw Club Champagnat Rugby.
Podczas jednego z turniejów reprezentacyjnych trener drużyny amerykańskiej zarekomendował zawodnika Bobowi Dwyerowi, wówczas trenerowi Bristol Rugby występującego w angielskiej drugiej klasie rozgrywek i w 1998 roku Lemoine podpisał kontrakt z tym klubem, zostając tym samym pierwszym urugwajskim zawodowym rugbystą. Wraz z klubem wywalczył awans do ekstraklasy i już w następnym sezonie dotarł do półfinału Europejskiego Pucharu Challenge.
Z końcem sezonu 1999/2000 opuścił Wyspy Brytyjskie przenosząc się do Stade Français, gdzie w 2003 roku przedłużył kontrakt. Klub ten podczas jego występów zdobył mistrzostwo Francji w sezonach 2002/2003 i 2003/2004 oraz wicemistrzostwo w 2004/2005, a także dwukrotnie był finalistą Pucharu Heinekena w sezonach 2000/2001 i 2004/2005.
Odniesiona w połowie 2005 roku kontuzja i konieczność przeprowadzenia operacji ścięgna Achillesa wyeliminowała go z gry na kilka miesięcy, zaczęły jednak pojawiać się oferty z innych klubów, z których zawodnik ostatecznie wybrał US Montauban. Po dwóch sezonach spędzonych w tym klubie, przez kilka miesięcy ponownie występował w Montevideo Cricket Club, po czym na rok związał się francuskim Avenir valencien grającym w Fédérale 1. Po zakończeniu tego kontraktu powrócił do Urugwaju, gdzie występował w swoim macierzystym klubie obchodzącym stupięćdziesięciolecie istnienia, gdzie ostatecznie zakończył zawodniczą karierę.

## Kariera reprezentacyjna
Otrzymywał powołania do reprezentacji narodowych: U-17, U-19, U-21 oraz akademickiej. Z kadrą U-19, której był kapitanem, uczestniczył w dwóch mistrzostwach świata – w 1993 i 1994 roku.
We wrześniu 1995 roku zaliczył debiut dla Los Teros w wygranym meczu z Hiszpanią. Zagrał we wszystkich siedmiu spotkaniach Los Teros w dwóch Pucharach Świata – w 1999 i 2003, w drugim z nich zdobywając dwa przyłożenia. Reprezentacja Urugwaju zaś na tych turniejach zwycięsko zakończyła po jednym z meczów – odpowiednio z Hiszpanią i Gruzją.
Prócz domowych spotkań i wyjazdowych tournée występował także w PARA Pan American Championship, mistrzostwach Ameryki Południowej oraz w 2008 w IRB Nations Cup. Ostatnim akcentem w karierze reprezentacyjnej zawodnika były występy w ostatniej fazie eliminacji do Pucharu Świata 2011. Łącznie dla Los Teros rozegrał 48 spotkań, w których zdobył 20 punktów.

## Kariera trenerska
W 2012 roku został trenerem drużyny U-19 Montevideo Cricket Club, a także został wybrany selekcjonerem seniorskiej reprezentacji kraju, wcześniej pełniąc rolę asystenta. W październiku 2014 roku uzyskał z nią awans na Puchar Świata 2015.
W czerwcu 2013 roku był jednym z selekcjonerów wspólnej reprezentacji Ameryki Południowej, która zagrała przeciw Anglikom.